# BurgerFi
BurgerFi International, Inc. (comercialmente designada como BurgerFi) é uma cadeia americana de restaurantes de hambúrgueres orientada para o setor dos "melhores hambúrgueres" do mercado. O primeiro local foi aberto em fevereiro de 2011 em Lauderdale-by-the-Sea, Flórida.

## História
Em 2015, uma crítica publicada no USA Today referia "... a sua afirmação de luxo com restaurantes modernos e elegantes que dão apenas um toque de ambiente de bar ou café".
Em 2017, a cadeia estabeleceu uma parceria com a Beyond Meat e, subsequentemente, introduziu um hambúrguer vegetariano/vegan chamado "Beyond Burger".

### Aprovisionamento alimentar
Em 2018, a Consumers Union classificou as 25 principais cadeias de hambúrgueres dos Estados Unidos em suas políticas de uso de antibióticos para carne bovina. A BurgerFi foi uma das duas cadeias que recebeu a classificação "A" por utilizar carne de bovino criada sem o uso rotineiro de antibióticos.

### Aquisição da Anthony's Coal Fired Pizza
Em novembro de 2021, o BurgerFi concluiu a aquisição da rede de pizzarias Anthony's Coal Fired Pizza, com sede na Flórida, que tinha 61 locais em 8 estados dos EUA em junho de 2021.